# 샹양구 (허강시)
샹양구(한국어: 향양구, 중국어: 向阳区, 병음: Xiàngyáng Qū)는 중화인민공화국 헤이룽장성 허강 시의 행정구역이다. 넓이는 9km2이고, 인구는 2007년 기준으로 100,000명이다.

## 행정 구역
5개 가도를 관할한다.
- 가도: 北山街道, 红军街道, 光明街道, 胜利街道, 南翼街道.